# Sint-Willibrorduskerk (Holwerd)
De Sint-Willibrorduskerk is een monumentale kerk in Holwerd in de Nederlandse provincie Friesland. De kerk staat op een afzonderlijk aangelegde kerkterp.

## Geschiedenis

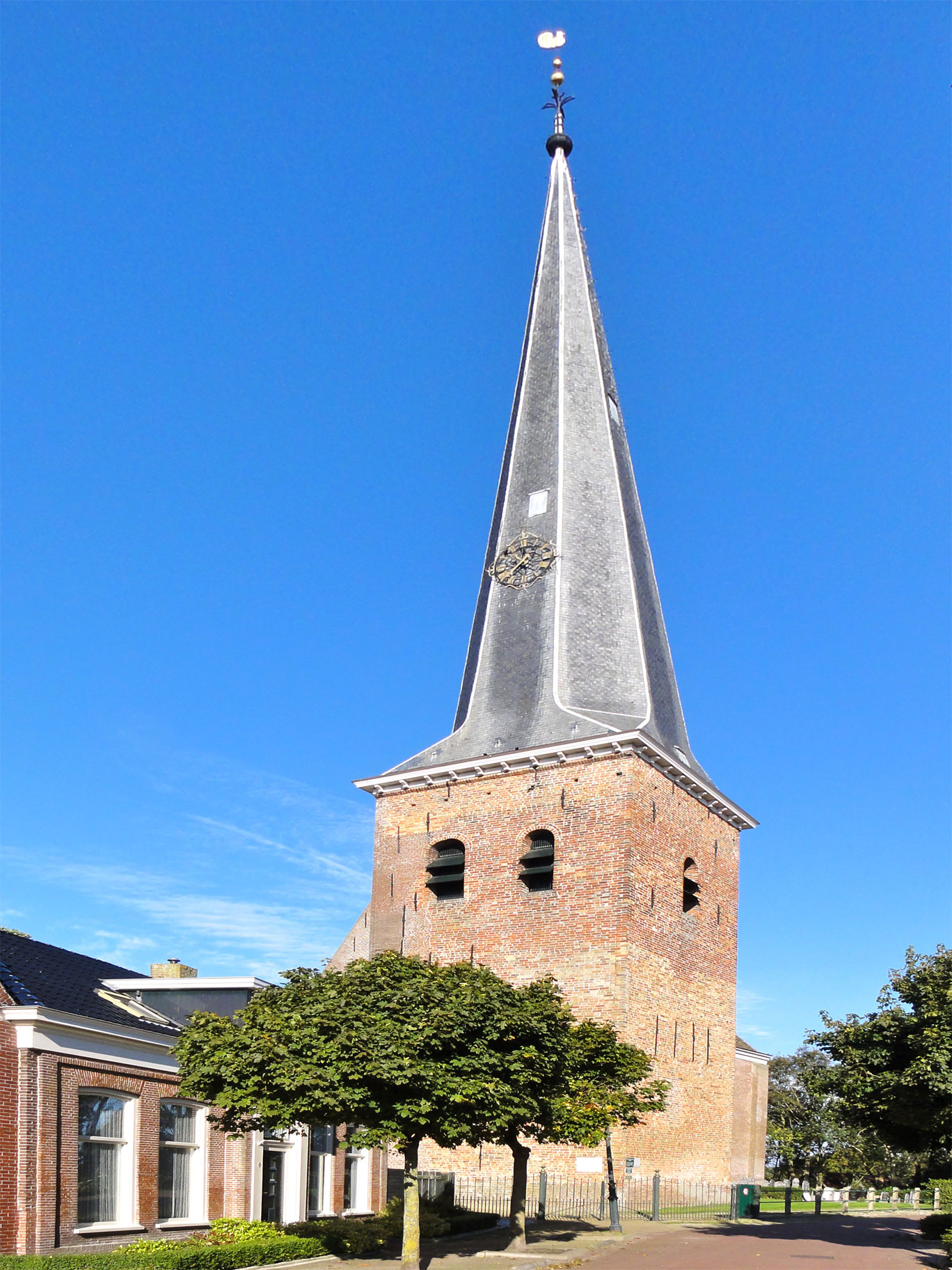
De toren van de Sint-Willibrorduskerk van Holwerd anno 2010

De kerk werd in de jaren 1775 tot 1778 gebouwd als vervanging van een oudere gelijknamige kerk, die voor die tijd was afgebroken. De kerk, in Lodewijk XVI-stijl, is ontworpen door de stadsbouwmeester van Harlingen, Willem Douwes. De kerk en de toren staan op een voor de kerk aangelegde terp. Deze terp lag oorspronkelijk buitendijks en kwam na de aanleg van een nieuwe zeedijk in 1562 binnendijks te liggen. In de tijd erna werd het gebied ten noorden van de kerk ingepolderd. Deze inpoldering in 1580-1584 staat vermeld op een gedenksteen met een Latijnse tekst in de kerk, waarvan een kopie in de buitenmuur is aangebracht. De plattegrond van de kerk is L-vormig, als het ware een halve kruisvorm De kerk is erkend als een rijksmonument en werd in de jaren 1968 en in 2001 en 2002 gerestaureerd. Eigenaar van de kerk is de Stichting Alde Fryske Tsjerken.
De kansel in de kerk uit 1778 is gemaakt en van beeldsnijwerk in rococostijl voorzien door de houtsnijder Yge Rintjes uit Dokkum. Het orgel dateert uit 1852 en is een van de grootste kerkorgels van Friesland. In de kerk bevinden zich de grafzerken van diverse adellijke Friese families.
Op 29 maart 2019 werden twee grafbeelden in de kerk teruggeplaatst die oorspronkelijk op het familiegraf van de Van Aylva's stonden en in 1795 waren verwijderd. Volgens hoogleraar Yme Kuiper zijn de ridderbeelden van Hessel Meckema van Aylva (1608-1660) en zijn vrouw Elisabeth von Althann. Hij was de vader van Hans Willem van Aylva. De Stichting Alde Fryske Tsjerken heeft de beelden in bruikleen van het Fries Museum.

## De kerktoren
De gemeente Noardeast-Fryslân is eigenaar van de kerktoren. De toren is ouder dan de kerk en werd waarschijnlijk in het begin van de 17e eeuw gebouwd. In 1661 werd het zadeldak van de toren vervangen door een torenspits. De toren deed tevens dienst als vuurbaak voor de schepen op de Waddenzee. Onder in de toren was een gevangenis. Ook bevond zich bij de toren een tolhek voor het veer naar Ameland. De luidklok uit 1653 is gegoten door Jurjen Balthasar. De tweede klok uit 1974 is een vervanging van een klok die in 1943 verloren is gegaan.
De kerktoren is erkend als een zelfstandig rijksmonument.